# PSNH
El Servicio Público de New Hampshire, comúnmente conocido como PSNH, fue el servicio público más grande del estado de Nuevo Hampshire en los Estados Unidos durante décadas. Fundada en 1926, vendía gas natural y electricidad, y durante un tiempo prestó servicios de tranvías eléctricos y, más tarde, de autobuses. La empresa fue comprada en 1992 y pasó a formar parte de lo que ahora es Eversource Energy.

## Historia
La producción de electricidad a gran escala llegó a New Hampshire en 1882 cuando la New England Weston Electric Light Company de Boston construyó una estación generadora en Mánchester, en la propiedad de Amoskeag Manufacturing Company. En 1885, Manchester Electric Light Company compró la propiedad de Weston en la ciudad y en 1901 se fusionó con Manchester Traction, Light and Power Company, llamada así porque los tranvías eléctricos, la parte de "tracción" del nombre, eran un cliente importante de electricidad. productores. Los registros de PSNH indican que al menos 39 pequeñas empresas eléctricas que estaban en funcionamiento antes de 1900 se combinaron a lo largo de los años. PSNH se incorporó en 1926 como una consolidación de cinco compañías eléctricas independientes existentes en New Hampshire.
En 1935 se aprobó la Ley de Sociedades de Explotación de Servicios Públicos, que preparó el escenario para que PSNH se convirtiera en una empresa de servicios públicos regulada. En 1946, la empresa se hizo pública.
Entre las plantas de energía que la compañía construyó se encuentran Schiller Generation Station, tres unidades de carbón en Portsmouth, Nuevo Hampshire, que cuando se inauguró en 1950 fue la primera planta de ciclo binario completamente integrado del país , y la planta de energía nuclear de Seabrook en Seabrook, Nuevo Hampshire. Hampshire , que comenzó a operar en 1990. Los excesos de costos y plazos en la construcción de Seabrook Station hicieron que PSNH se declarara en bancarrota en 1998, la primera empresa de servicios públicos propiedad de inversionistas que quebró desde la Gran Depresión. Eso llevó a su venta a lo que entonces era Northeast Utilities, que desde entonces pasó a llamarse Eversource Energy.
En 2018, Eversource vendió todas las antiguas plantas de energía de PSNH, incluidas varias represas hidroeléctricas y plantas de energía a gas, a un grupo de inversores conocido como Granite Shore Power LLC, como el paso final en la desregulación de la electricidad.